# Les Plantiers
Les Plantiers ist eine französische Gemeinde mit 228 Einwohnern (Stand 1. Januar 2022) im Département Gard in der Region Okzitanien. Sie gehört zum Arrondissement Le Vigan und zum Kanton Le Vigan.

## Geografie
Die Gemeinde Les Plantiers liegt im Bergland der Cevennen und befindet sich 75 Kilometer nordwestlich von Nîmes sowie 38 Kilometer westlich von Alès. Sie ist Teil einer dünn besiedelten Gegend und setzt sich aus etwa zehn kleinen Ortschaften und Weilern zusammen, wobei der namensgebende Ort ihr Zentrum darstellt. 
Landschaftlich wird das Gebiet von mehreren Hügelketten und Gebirgskämmen geprägt. Der Kamm Serre des Tours stellt die höchste Erhebung der Gemeinde dar und erreicht 1069 Meter über dem Meer. Der Kernort liegt hingegen im Tal, in welches einige Gebirgsbäche hinabfließen. Der Ruisseau de Borgne verläuft durch das Tal sowie den Ortskern und mündet einige Kilometer weiter östlich außerhalb des Gemeindegebiets in den Gardon de Saint-Jean. 
Die Nachbargemeinden von Les Plantiers sind 
- Saint-André-de-Valborgne im Norden,
- Saumane im Osten,
- L’Estréchure im Südosten,
- Val-d’Aigoual mit Notre-Dame-de-la-Rouvière im Süden und Valleraugue im Süden und Westen.

### Infrastruktur
Über die Straße D20 besteht im Nachbarort Saumane Anbindung an die größere D907. Diese stellt in südöstlicher Richtung über die Anbindung an Anduze sowie Teile des Großraums um die Stadt Alès her, während sie in die Gegenrichtung nach Florac führt. Über die D193 mit ihrem Pass Col du Pas besteht Zugang zum südwestlichen Nachbarort Valleraugue.

## Geschichte und Kultur
Der Name Les Plantiers leitet sich vom okzitanischen Wort plantada ab, welches übersetzt „Plantage“ oder „Anpflanzung“ bedeutet. Unklar ist dabei jedoch, um welche Art der Kultivierung es zurückgeführt werden kann. Beispielsweise könnte es sich um Maulbeeren handeln, die bereits sehr früh kultiviert wurden.
Die lokale Kirche Saint-Marcel, welche zwei Kilometer außerhalb des Ortszentrums seit 1986 als Monument historique gelistet ist, wurde im Jahr 1249 erstmals schriftlich erwähnt. Sie entstand wohl im 12. Jahrhundert und wurde mutmaßlich in drei Bauphasen errichtet: Zunächst entstand die Apsis, anschließend das Kirchenschiff und zuletzt eine Kapelle an der Südseite. 1503 kamen an der Nordseite zwei heute nicht mehr erhaltene Kapellen und ein Glockenturm an der gegenüberliegenden Seite hinzu. Im Rahmen der Reformation trat die Mehrheit der Gläubigen in der Umgebung zum Protestantismus über, weswegen das Gebäude wahrscheinlich zeitweise auch dieser Konfession als Gebetsstätte diente. Dies änderte sich, als im Weiler Les Plantiers eine protestantische Kirche errichtet wurde. Letztere wurde allerdings im Anschluss an die Rücknahme des Ediktes von Nantes im Jahr 1685 zerstört. Auch das ältere Kirchengebäude blieb einem solchen Schicksal nicht erspart: Während der Cevennenkriege, die auf einen Aufstand der protestantischen Kamisarden zurückgingen, ging das Gebäude 1702 in Flammen auf. Nachdem sie ab 1723 wieder verwendet werden konnte, wurde sie 1794 während der Französischen Revolution endgültig geschlossen. Sie litt daraufhin unter zunehmendem Verfall, bevor in den 1970er-Jahren Renovierungsmaßnahmen begannen.
Eine Blütezeit erlebte die Kommune im 18. und 19. Jahrhundert, als die Seidenraupenzucht einen hohen Stellenwert besaß und einen gewissen Wohlstand sowie eine wachsende Bevölkerung mit sich brachte. Die Spuren dieser Zeit sind bis heute sichtbar: Einerseits handelt es sich um die zugehörigen Gebäude und andererseits existiert eine Vielzahl von Maulbeerbäumen, die eine Grundlage für die Zucht bildeten. Gleichzeitig war es im späten 19. Jahrhundert eine Krise im Bereich der Seidenraupenzucht, die einen Niedergang einleitete und für Abwanderung sorgte. Etwa zur selben Zeit kam es zu einer Umkehr der traditionellen Größenverteilung innerhalb der Gemeinde: Historisch war der Ort Saint-Marcel de Fontfouillouse stets der größte gewesen und hatte der Gemeinde auch seinen Namen gegeben, wurde dann jedoch von Les Plantiers überholt. Aufgrund dessen wurde die Kommune 1874 zu dessen Gunsten umbenannt. 1953 kam es überdies zu einer Gebietsänderung, als der Weiler Tourgueille ausgegliedert und nach Saint-André-de-Valborgne eingemeindet wurde.

### Bevölkerungsentwicklung
| Jahr      | 1962 | 1968 | 1975 | 1982 | 1990 | 1999 | 2011 |
| --------- | ---- | ---- | ---- | ---- | ---- | ---- | ---- |
| Einwohner | 299  | 257  | 227  | 228  | 221  | 228  | 235  |

Laut einer Quelle von 1550 wurde die Gemeinde damals von rund 925 Menschen bewohnt. Im Jahr 1793 war sie noch bevölkerungsreicher und konnte 1200 Bürger aufweisen; 1846 wurde mit 1350 Menschen ein historischer Höchstwert erreicht. In der zweiten Hälfte des 19. Jahrhunderts setzte hingegen ein deutlicher Abwärtstrend ein, wodurch die Zahl in den 1880er-Jahren in den dreistelligen Bereich sank. Diese Entwicklung nahm insbesondere während der beiden Weltkriege noch extremere Züge an, wodurch 1946 nur noch 312 Einwohner registriert wurden. Der historische Tiefstand wurde 1990 mit 221 Personen erreicht und seither hat sich der Wert auf diesem Niveau eingependelt.